# Русаново (посёлок, Староторопское сельское поселение)
 Русаново  — опустевший поселок в Западнодвинском муниципальном округе Тверской области.

## География
Находится в юго-западной части Тверской области на расстоянии приблизительно 10 км по прямой на запад по прямой от железнодорожной станции в поселке Старая Торопа у железнодорожной линии Москва-Рига.

## История
Поселок возник при разъезде Русаново, который был открыт в 1932 году. Название дано по ближайшей деревне. До 2020 года поселок входил в состав ныне упразднённого Староторопского сельского поселения.

## Население
Численность населения не была учтена как в 2002 году, так и в 2010.